# Sint-Leonarduscrypte
De Sint-Leonarduscrypte is een romaanse crypte onder de Wawelkathedraal in de Poolse stad Krakau. De crypte is in de periode 1090-1118 gebouwd en is een overblijfsel van de tweede kathedraal van Krakau (1090-1142). Latere uitbreidingen van de crypte hebben in de 14e en 18e eeuw plaatsgevonden. Sommige elementen waaruit de crypte is opgebouwd vertonen Rijnlandse stijlinvloeden. In de periode 1935-1938 zijn er in de crypte archeologische opgravingen gedaan, waarbij het graf van de bisschop Maurus van Krakau is ontdekt. Tijdens datzelfde onderzoek zijn muurfragmenten van de Romaanse kathedraal aangetroffen.

## Begraven
| Jaar van bijzetting | Persoon                                                  | Beschrijving                                                         | Graf |
| ------------------- | -------------------------------------------------------- | -------------------------------------------------------------------- | ---- |
| 1118                | Maurus van Krakau (overleden op 5 maart 1118)            | Bisschop van Krakau in de periode 1110-1118                          |      |
| 1734                | Marie Casimire Louise de la Grange d’Arquien (1641-1716) | Koningin van Polen tijdens haar huwelijk met Koning Jan III Sobieski |      |
| 1734                | Jan III Sobieski (1629-1696)                             | Koning van Polen en grootvorst van Litouwen                          |      |
| 1817                | Józef Poniatowski (1736-1813)                            | Pools generaal, maarschalk van Frankrijk en nationale held           |      |
| 1818                | Tadeusz Kościuszko (1746-1817)                           | Pools vrijheidsstrijder                                              |      |
| 1858                | Michaël Korybut Wiśniowiecki (1640-1673)                 | Koning van Polen en grootvorst van Litouwen                          |      |
| 1935                | Józef Piłsudski (1867-1935)                              | Pools staatsman. In 1937 overgeplaats naar een eigen crypte          |      |
| 1993                | Władysław Sikorski (1881-1943)                           | Pools generaal en politieke leider                                   |      |